# Sebastián Píriz
Sebastián Gerardo Píriz Ribas (Montevideo, 4 marzo 1990) è un calciatore uruguaiano, centrocampista del Cerrito.

## Palmarès

### Competizioni nazionali
- Campionato uruguaiano: 1

Peñarol: 2012-2013
- Campionato ecuadoriano: 1

Emelec: 2017